# Palazzo della Ragione (Mantua)

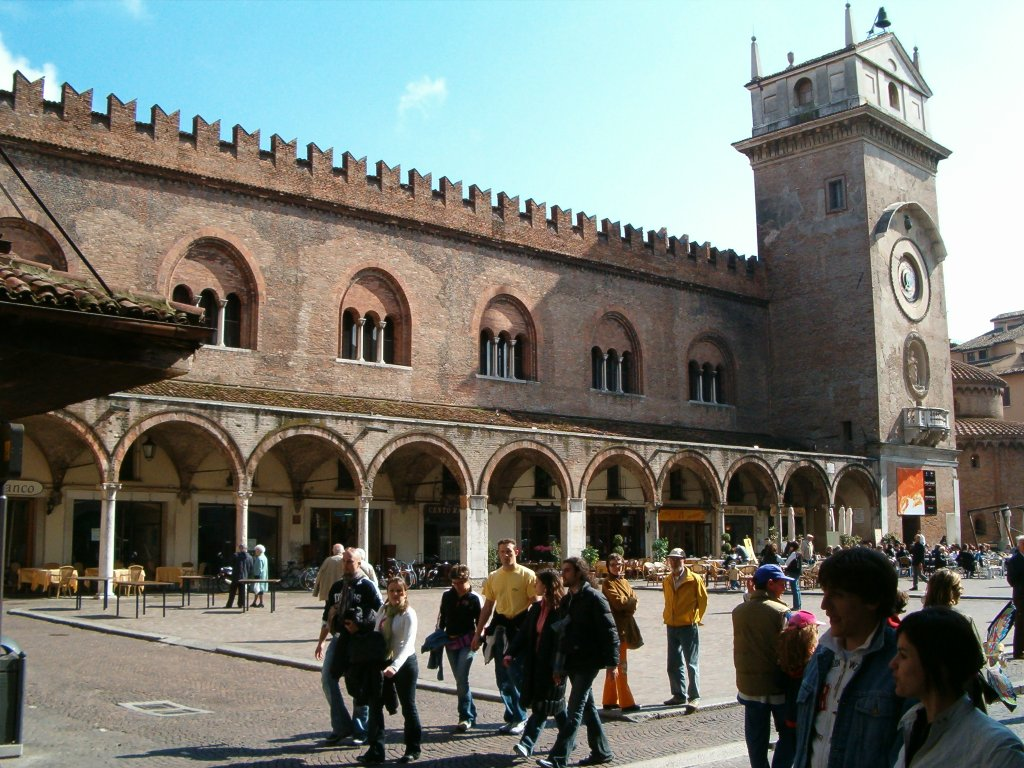
Mantua – Palazzo della Ragione

Der als Palazzo della Ragione (deutsch etwa ‚Gerichtspalast‘), manchmal auch nur als Broletto bezeichnete Bau in der oberitalienischen Stadt Mantua diente ehemals – einer antiken römischen Basilika vergleichbar – als Rathaus, Gerichtsplatz und Markthalle. Das Bauwerk befindet sich im alten Zentrum der Stadt an der Südostseite der Piazza delle Erbe.

## Baugeschichte
Der Palazzo della Ragione wurde auf Betreiben des damaligen Bürgermeisters (podestà) Guido da Correggio in den Jahren 1242–1250 erbaut. Sein zweischiffiges, nach allen Seiten geöffnetes Erdgeschoss diente als Markthalle und Gerichtssaal bei öffentlichen Prozessen; im – ehemals über eine Außentreppe erreichbaren – Obergeschoss befindet sich ein langgestreckter Ratssaal, der bei Ratsversammlungen, Empfängen und zu Repräsentationszwecken genutzt wurde. Im 15. Jahrhundert wurde zum einen das Erdgeschoss durch einen vorgeblendeten Portikus vergrößert, zum anderen wurde in der Südwestecke des Baus ein Turm mit einer astronomischen Uhr (Torre dell’Orologio) angebaut, über dessen innenliegende Treppe seitdem auch das Obergeschoss erreichbar ist. Irgendwann um 1700 wurden die Außenwände des Erdgeschosses vermauert – die so entstandenen Räumlichkeiten wurden zu Gaststätten, Kneipen oder Cafés umfunktioniert; der vorgebaute Portikus blieb jedoch erhalten. Im ehemaligen Ratssaal finden heute manchmal Ausstellungen statt.

## Architektur
Der Bau ruht auf drei gemauerten Pfeilerreihen, die im Erdgeschoss ehemals eine nach allen Seiten hin offene Halle ausbildeten. Das zur Gänze aus Ziegelstein gemauerte Obergeschoss wird von beiden Seiten durch dreiteilige Fenster belichtet, die von schmucklosen Rundbögen überfangen werden. Oben schließt der Bau ab mit einem Kranz aus Schwalbenschwanzzinnen. In Höhe des Ratssaales befindet sich im um 1475 erbauten Uhrenturm ein Balkon, von dem aus städtische Erlasse und sonstige Bekanntmachungen ausgerufen wurden; manchmal zeigten sich hier auch hochrangige Personen dem Stadtvolk von Mantua. Der Uhrenturm hat oben einen hausartigen Aufsatz mit einer Alarmglocke – vielleicht diente der kleine Bau dem Nachtwächter als wettergeschützter Unterstand.